# Boisville-la-Saint-Père
Boisville-la-Saint-Père is een gemeente in het Franse departement Eure-et-Loir (regio Centre-Val de Loire) en telt 721 inwoners (2004). De plaats maakt deel uit van het arrondissement Chartres.

## Geografie
De oppervlakte van Boisville-la-Saint-Père bedraagt 25,1 km², de bevolkingsdichtheid is 28,7 inwoners per km².
De onderstaande kaart toont de ligging van Boisville-la-Saint-Père met de belangrijkste infrastructuur en aangrenzende gemeenten.

## Demografie
Onderstaande figuur toont het verloop van het inwonertal (bron: INSEE-tellingen).